# 東京出入國在留管理局成田機場支局
東京出入國在留管理局成田機場支局（日语：／ Tōkyō shutsunyūkoku zairyū kanrikyoku Narita kūkō shikyoku */?）是一位於千葉縣成田市的法務省地方支分部局，編制上為東京入國管理局的支局。該局管轄區域為成田國際機場。根據《出入國管理及難民認定法》的相關規定，該局主管的行政事務包含外國人入出國境事務、滯留、違反手續與難民相關事務的調查。

## 組織架構
- 東京出入國在留管理局成田機場支局長（官職・入國審查官）
  - 次長（官職・入國審查官）
  - 審査監理官2人（官職・入國審查官）
  - 總務課
  - 偽造變造文書對策室
  - 首席審查官11人（官職・入國審查官）
    - 審查管理擔當（審查管理部門）
    - 第一審查擔當（第一審查部門）
    - 第二審查擔當（第二審查部門）
    - 第三審查擔當（第三審查部門）
    - 第四審查擔當（第四審查部門）
    - 第五審查擔當（第五審查部門）
    - 第六審查擔當（第六審查部門）
    - 第七審查擔當（第七審查部門）
    - 第八審查擔當（第八審查部門）
    - 第一審判擔當（第一審判部門）
    - 第二審判擔當（第二審判部門）

  - 首席入國警備官2人（官職・入國警備官）
    - 企劃管理・執行擔當（企劃管理・執行部門）
    - 處遇擔當（處遇部門）

## 關聯項目
- 馮正虎

## 外部連結
- 入国管理局ホームページ （页面存档备份，存于）
- 自動化ゲートの運用について（お知らせ） （页面存档备份，存于） 法務省入国管理局